# Mega Shark vs. Giant Octopus
Mega Shark vs. Giant Octopus ist ein US-amerikanischer Horrorfilm aus dem Jahr 2009. Produziert wurde er von der vor allem für Low-Budget-Filme und Mockbuster bekannten Filmgesellschaft The Asylum.

## Handlung
Die Forscherin Emma MacNeil beobachtet mit einem Forschungs-U-Boot vor der Küste Alaskas Wale, als sie Zeugin eines geheimen Armee-Experimentes wird. Durch dieses Experiment werden, von Emma unbemerkt, zwei prähistorische Kreaturen aus dem ewigen Eis befreit: ein riesiger Hai und ein ebenso gewaltiger Octopus. Kurze Zeit später wird vor der japanischen Küste eine Bohrplattform durch den Octopus zerstört und an der Küste Kaliforniens werden tote Wale an Land gespült.
Emma untersucht den toten Wal und entdeckt in einer Wunde ein Fragment eines riesigen Zahns. Gemeinsam mit ihrem ehemaligen Professor Lamar Sanders und dem japanischen Wissenschaftler Seiji Shimada findet sie heraus, dass der Zahn zu einem Megalodon gehört, einer riesigen, vor 1,5 Millionen Jahren ausgestorbenen Spezies. Durch Videoaufnahmen des U-Boots können sie auch den monströsen Octopus als solchen identifizieren. Die drei beschließen, auf eigene Faust weiterzuforschen, werden aber von einer Armeeeinheit aufgegriffen und auf einem Marineschiff festgesetzt. Dort entwickeln sie den Plan, die Ungeheuer mittels Pheromonen unschädlich zu machen. Der Hai soll in die Bucht von San Francisco, der Octopus in die Bucht von Tokio gelockt werden, dort sollen sie gefangen genommen und der Wissenschaft zugeführt werden. Der Plan misslingt allerdings, woraufhin sowohl der Octopus in Japan, als auch der Hai in Kalifornien gewaltige Schäden verursachen. Dabei wird auch die Golden Gate Bridge zerstört.
Emma, Sanders und Shimada versuchen nun, die beiden Kreaturen mit Pheromonspuren wieder nach Alaska zu locken, wo sie ursprünglich aus dem Eis befreit worden. Der Plan, beide gegeneinander kämpfen zu lassen, geht auf, die Ungeheuer versinken nach einem erbitterten Kampf scheinbar tot in der Tiefe des Eismeers.

## Rezeption
Der Film bekam überwiegend negative Kritiken. Die Website Rotten Tomatoes vergibt an Mega Shark vs. Giant Octopus eine Wertung von 15 % auf dem Tomatometer, das heißt der Film wird als rotten (verfault) eingestuft. Basis für diese Bewertung waren 20 Reviews, von denen lediglich drei positiv ausfielen.
Die Film-Website bereitsgesehen.de vergab an Mega Shark vs. Giant Octopus einen von zehn möglichen Punkten. Der Film sei eine „Meeres-Tierhorrorschote, wie man sie schon endlose Mal gesehen und endlose Male besser gesehen hat“. Bemängelt werden vor allem die „antik wirkende[n] Effekte“, „inkompetent wirkende Dialoge“ und eine fehlende Selbstironie des Films.
Auf der Website die-besten-Horrorfilme.de erhält Mega Shark vs. Giant Octopus drei von fünf Punkten. Negativ gewertet wurden vor allem die deutsche Synchronisation, die „oberflächlichen Dialoge“ und diverse Ungereimtheiten in der Handlung. Allerdings wurden dem Film auch „nette, trashige Ideen, ganz im Stile der japanischen Monsterfilme“ bescheinigt.
Für den film-dienst war es ein „ebenso lächerlicher wie billiger Tierhorrorfilm mit haarsträubender Handlung. Das Bemühen um ein ökologisches Menetekel scheitert auf der ganzen Linie.“ „Selbst für Trashfans nicht mehr lustig“, konstatierte auch Cinema.

## Hintergrund
Hauptdarstellerin Debbie Gibson war hauptsächlich in den 1980er Jahren in den USA als Sängerin erfolgreich. Im 2014 erschienenen Film Mega Shark vs. Mechatronic Shark verkörperte sie erneut die Rolle der Forscherin Emma MacNeil.
Mega Shark vs. Giant Octopus war der erste Film von The Asylum, der – wenngleich sehr eingeschränkt – als Kinofilm uraufgeführt wurde. Kinostart in den Vereinigten Staaten war am 26. Mai 2009. In Deutschland erschien der Film am 10. Dezember 2009 direkt auf DVD und wurde am 17. September 2011 auf Tele 5 erstmals im Fernsehen gezeigt.